# Номад
Номад (грч. νομάς, nomas; мн. грч. νομάδες, nomades — луталица пашњацима; пастирско племе) члан је заједнице људи који живе на различитим локацијама, мигрирају из једног места у друго. Номади се на разне начине вежу са својом околином, па могу да се разликују ловци-сакупљачи, пастирски номади (који поседују стоку) или „модерни” перипатетички номади.
Године 1995, процењено је да постоји 30—40 милиона номада на свету.
Номадски лов и сакупљање, укључујући сезонски доступне дивље биљке и игре, вероватно је најстарији метод људског преживљавања. Пастири себи одгајају стада те их користе за лични превоз и/или превозе њима своје потрепштине, при чему најчешће напуштају један пашњак пре него што исти постане преискоришћен (да би се могао опоравити).
Номадизам је такође и начин живота прилагођен неплодним регионима као што су степе, тундре или пустиње (било ледене или пешчане), где је мобилност најефикаснија стратегија за експлоатацију оскудних извора. На пример, многе групе у тундрама су пастири који у својим стадима чувају ирвасе и полуномадска су врста, а углавном траже храну за своју стоку. Ови номади неретко примењују и високе технологије као што је соларна фотоволтаика, како би смањили своју зависност од дизелских горива.
Често се као „номадско” описује и различито луталачко становништво које имигрира у углавном густо насељена подручја у којима се не живи од природних ресурса, где нуде своје услуге (занатство, трговина и сл.) резидентној популацији. Ове групе су познате као „перипатетички номади”, а један од повезаних примера су Роми — европски номади.
Номадизам као номадски (луталачки) начин живота код појединца у психологији означава појаву патолошког нагона за променом места живота и лутањем. У појединим ситуацијама, овакве појаве могу представљати озбиљан социјални проблем, а познати су и ретки случајеви богатих који напусте све што имају како би лутали светом (нпр. возовима) јер их то испуњава од материјалнога.

## Галерија слика
- Скитски коњаник из опште области реке Или у Пазирику (данас на подручју Сибира у Русији), око 300. година п. н. е.
- Припадници Ениша пролазе кроз Берлин у 15. веку; гравира алтбрајсашког уметника Мартина Шонгауера
- Киргиски номади мигрирају, 1869/1870. година; дигитализација рада руског сликара Василија Васиљевича Верешчагина
- Цигани (малајал. നാടോടികൾ), уље на платну индијског Цигана и добро познатог уметника Раџе Равија Варме; слика из 1893. године се чува у Сри Читри у Тируванантапураму
- Фотографија бедуин (лутајућих Арапа) из Туниса, 1899. година
- Гровентри (атсина) амерички Индијанци; путујући кампови коњаника са њиховом волоком иза, за транспорт кожних шатора и својине; Едвард С. Кертис, 1908. година
- Киргиски номади у степама Руског царства (данас Узбекистан); слика пионирског фотографа у боји Сергеја Прокудина-Горског, око 1911. година
- Туарег и Туарескиња у Малију, 1974. година
- Камп у пустињи (итал. Un campo nel deserto); крејон и акварел /уље на платну/ италијанског сликара Ђулија Розатија, 19/20. век
- Барка која је дом Морских Цигана у Индонезији, слика из 1914—1921. године се чува у холандском Тропенмузеуму
- Укротилац змија из шриланчанске заједнице Телунгу са својим кобрама, јануар 1998. године
- Млади бедуин по имену Насер пали логорску ватру у Вади Руму у Јордану, 2004. године
- Жена која припада заједници Ламбани у Бангалору у Индији, јануар 2006. године